# Paulo Fernandes Carneiro Viana
Paulo Fernandes Carneiro Viana, primeiro e único barão e conde de São Simão CvNSC (Rio Grande do Sul, 10 de março de 1804 - Rio de Janeiro, 14 de fevereiro de 1865), foi um nobre brasileiro.

## Biografia
Filho do português Paulo Fernandes Ferreira Viana, desembargador e conselheiro de D. João VI, e de D. Luísa Rosa Carneiro da Costa, filha de Brás Carneiro Leão e de D. Ana Francisca Rosa Maciel da Costa, baronesa de São Salvador de Campos dos Goitacazes (título português). Era irmão de Maria Leonor Carneiro Viana, marquesa consorte da Cunha e de Ana Luísa Carneiro Viana, duquesa consorte de Caxias.
Casou-se aos 11 de abril de 1830 com D. Honorata Carolina Benigna da Penha de Azevedo Barroso, filha do fidalgo e coronel João Gomes Barroso. Foi pai de Maria do Loreto Viana, que se casou com Pedro Justiniano Carneiro de Carvalho e Melo, terceiro visconde da Cachoeira.
Gentil-homem da imperial câmara, foi cavaleiro da Imperial Ordem do Cruzeiro e comendador das imperiais ordens de Cristo e da Rosa, além de cavaleiro da Ordem de Nossa Senhora da Conceição de Vila Viçosa. Elevado a barão por decreto de D. João VI, aos 6 de fevereiro de 1818, e a conde por decreto brasileiro. Era senhor da Estância de São Simão, RS.